# Queso amarillo

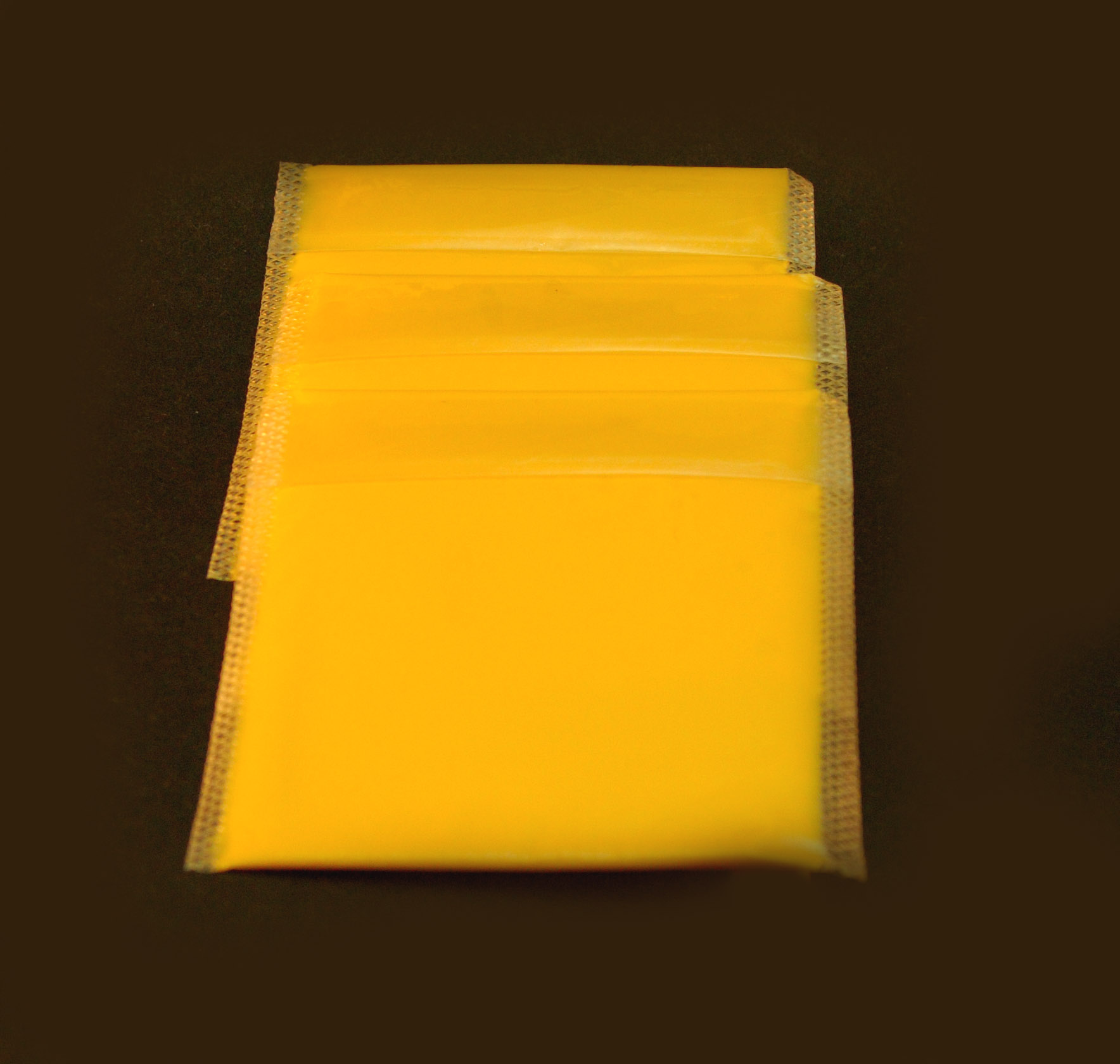
Fetas individuales de queso amarillo

La denominación de queso amarillo se aplica a una serie de quesos procesados muy populares en Estados Unidos, comercializado por compañías estadounidenses de alimentación, como Kraft Foods, Borden, suizas como Nestlé y otras.
También se le conoce como tranchettes (derivado del nombre comercial de Kraft, que genéricamente engloba todos los envasados individualmente), facilistas (en Venezuela, derivado del nombre comercial de Kraft, que genéricamente engloba todos los envasados individualmente), queso en barra, queso procesado o queso americano.
Los colores disponibles oscilan entre el amarillo y el naranja. Tradicionalmente se ha elaborado con una mezcla de quesos que en su mayoría corresponden a los quesos Colby y Cheddar.
Hoy en día el queso amarillo ya no se elabora de quesos naturales sino a partir de un conjunto de ingredientes (tales como leche, suero de leche, grasas lácteas, grasas vegetales hidrogenadas, proteína de la leche concentradas, proteínas del suero, sal, etc) todo ello cubierto bajo aspectos legales de la definición de un queso.